# Joachim Schönermarck
Joachim Schönermarck (* 2. November 1575 in Rostock; † 16. Mai 1631 ebenda) war ein deutscher Rechtswissenschaftler, Hochschullehrer und Rektor.

## Leben
Schönermarck war ein Sohn des gleichnamigen Landes-Rentmeisters und fürstl.-mecklenburgischen Rates Joachim Schönermarck (1542–1600) und dessen Frau Anna Kassebohm (1545–1593). Er begann 1589 ein Studium der Rechtswissenschaften an der Universität Rostock, wechselte dann an die Universität Jena, wo er 1603 zum Doktor der Rechte promoviert wurde.
Nach dem Studium kam er mit seiner Familie zurück nach Rostock, wo er 1611 an der Universität als Nachfolger des 1610 verstorbenen Bartholomäus Klinge zum Professor der Rechte berufen wurde. Zudem wurde er 1612 zum akademischen Assessor beim Hof- und Landgericht und zum Assessor des Fürstlichen Konsistoriums ernannt. In den Jahren 1613, 1619 und 1625 war er Rektor der Universität.
Familie

Joachim Schönermarck war ab 1599 verheiratet mit Agatha Christina Weißbach, der Tochter des Hennebergischen Rats Stephan Weißbach. Ein Sohn, Joachim Friedrich, studierte ebenfalls in Jena. Schönermarcks Schwester Anna (1577–1652) heiratete 1592 Hajo von Nesse (1562–1620), Jurist, Prof. Dr. iur. utr. an der Rostocker Universität und mecklenburgischer Kanzler.